# Линдхольм, Юхани
А́нтти Ю́хани Ли́ндхольм (швед. Antti Juhani Lindholmm; род. 16 марта 1951, Хельсинки) — финский шведоязычный переводчик, лауреат литературной премии Финляндии (2009) и высшей награды страны для деятелей искусства — медали «Pro Finlandia» (2015).

## Переводы
- Майкл Ондатже «Englantilainen potilas» (1993)
- Даниель Дефо «Robinson Crusoe» (2000)
- Джеффри Евгенидис «Kauniina kuolleet» (2003)
- Эмили Бронте «Humiseva harju» (2006)
- Йохан Людвиг Рунеберг «Vänrikki Stålin tarinat» (1 часть 2007 и 2 часть 2008)
- Бенгт Янгфельдт «Panoksena elämä: Vladimir Majakovski ja hänen piirinsä» (2008)
- Харуки Мураками «Kafka rannalla» (2009)
- Томас Пинчон «Painovoiman sateenkaari» (2014)
- Дэвид Фостер Уоллес «Kummatukkainen tyttö» (2016)